# Mellicta grisea
Mellicta grisea är en fjärilsart som beskrevs av Marcel Caruel 1946. Mellicta grisea ingår i släktet Mellicta och familjen praktfjärilar. Inga underarter finns listade i Catalogue of Life.